# Marius Bülter
Marius Bülter (sinh ngày 29 tháng 3 năm 1993) là một cầu thủ bóng đá chuyên nghiệp người Đức thi đấu ở vị trí tiền đạo hoặc tiền vệ cánh cho câu lạc bộ Schalke 04 tại Bundesliga.

## Danh hiệu
Schalke 04
- 2. Bundesliga: 2021–22